# 알보르즈주

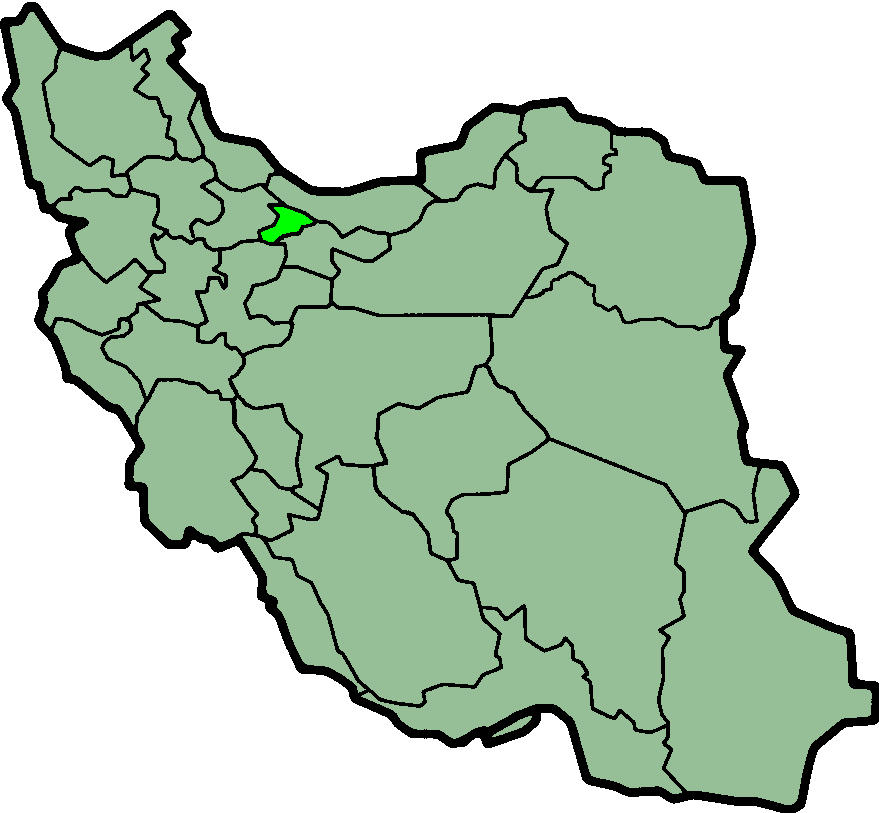
알보르즈주

알보르즈주(페르시아어: استان البرز)는 이란을 구성하는 31개 주 가운데 하나로, 주도는 카라지이며 면적은 5,833km2, 인구는 1,375,450명(2005년 기준)이다. 2010년 6월 23일 테헤란주에서 분리되어 신설되었다. 테헤란에서 서쪽으로 20 km 정도 떨어진 곳에 위치하고 있으며 엘부르즈산맥 기슭에 자리잡고 있다.

## 인구
| 연도        | 인구      | ±%     |
| ----------- | --------- | ------ |
| 2011        | 2,412,513 | —      |
| 2016        | 2,712,400 | +12.4% |
| amar.org.ir |           |        |